# River Falls (Alabama)
 River Falls, Alabama és una població dels Estats Units a l'estat d'Alabama. Segons el cens del 2000 tenia 616 habitants.

## Demografia
Segons el cens del 2000, River Falls tenia 616 habitants, 272 habitatges, i 174 famílies La densitat de població era de 34,3 habitants/km².
Dels 272 habitatges en un 27,6% hi vivien nens de menys de 18 anys, en un 46,3% hi vivien parelles casades, en un 14,7% dones solteres, i en un 36% no eren unitats familiars. En el 34,6% dels habitatges hi vivien persones soles el 15,4% de les quals corresponia a persones de 65 anys o més que vivien soles. El nombre mitjà de persones vivint en cada habitatge era de 2,26 i el nombre mitjà de persones que vivien en cada família era de 2,89.
Per edats la població es repartia de la següent manera: un 22,7% tenia menys de 18 anys, un 9,4% entre 18 i 24, un 27,1% entre 25 i 44, un 24% de 45 a 60 i un 16,7% 65 anys o més.
L'edat mediana era de 40 anys. Per cada 100 dones hi havia 93,7 homes. Per cada 100 dones de 18 o més anys hi havia 83,1 homes.
La renda mediana per habitatge era de 21.838 $ i la renda mediana per família de 30.556 $. Els homes tenien una renda mediana de 22.266 $ mentre que les dones 20.469 $. La renda per capita de la població era de 14.016 $. Aproximadament el 14,3% de les famílies i el 20,4% de la població estaven per davall del llindar de pobresa.

## Poblacions més properes
El següent diagrama mostra les poblacions més properes.